# Jeskyně Na Pomezí
Jeskyně Na Pomezí jsou krasové jeskyně s krápníkovou výzdobou ležící v zalesněném svahu vedle silnice vedoucí z Lipové-lázně do Vápenné. Od roku 1965 jsou národní přírodní památkou.

## Historie krasového území Na Pomezí

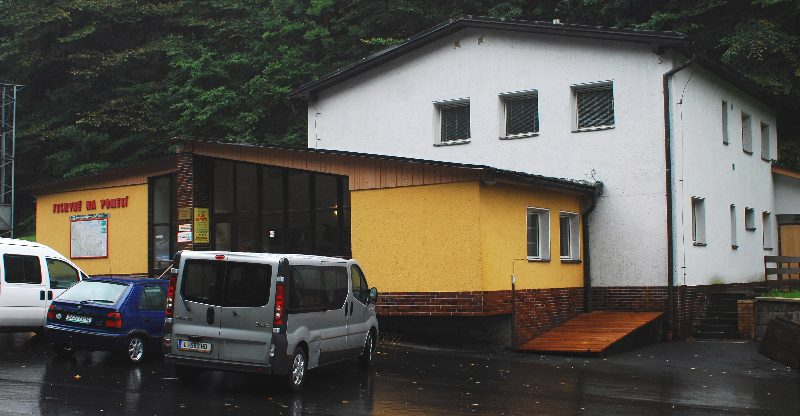
Pokladna a prodejna suvenýrů

Díky těžbě mramoru v nedalekém Havránkově lomu byly v krasovém území Na Pomezí objeveny v letech 1934–1936 první jeskyně (např. Utajená, roku 1962 zasypaná). Roku 1936 byla objevena rozsáhlá jeskyně Rasovna, která sahá až do hloubky 70 m od povrchu. Jeskyně byla prozkoumaná, ale protože byla volně přístupná, její krápníková výzdoba byla z velké části poničená vandaly. Po válce vznikl v Jeseníku speleologický oddíl, v jehož čele stál Karel Všetička, který objevil několik menších jeskyní (Netopýrka, Komínová, Liščí díra).
Dnešní Jeskyně Na Pomezí byla objevena 28. srpna 1949, kdy se do ní podařilo vniknout komínem o velikosti 25×50 cm. Jeskyně je od 16. května 1950 zpřístupněna veřejnosti. O pět let později byla zpřístupněna v takovém rozsahu, jako dnes.
Provozovatelem je Správa jeskyní České republiky. V letech 2004–2005 prošly jeskyně rozsáhlou rekonstrukcí, během které byly obnoveny chodníky, stará elektroinstalace byla vyměněna za novou, úspornou a došlo k odvezení zeminy z bočních chodeb jeskyní.

## Návštěvní trasa
Návštěvní trasa má délku 390 metrů, celková délka chodeb v jeskyních je přes 1700 m. V jeskyních je průměrná teplota ovzduší 7,7 °C. Prohlídka jeskyní trvá cca 45 minut. Ročně do jeskyní zavítá až 70 tisíc návštěvníků. Jeskyně jsou největším jeskynním systémem v Česku, který vznikl rozpouštěním mramoru (tj. krystalického vápence).
Prohlídka začíná v Ledovém dómu, dále se pokračuje k Dómu U smuteční vrby, přes chodbu Římských lázní se dojde k Bílému dómu, který má velmi bohatou výzdobu. Následuje nejvyšší dóm v jeskyních – Královský, za kterým pokračujeme Kanálovou chodbou, na její pravé straně si všimneme krásně vyzdobené pukliny Klenotnice a krápníku Srdce. Předposledním dómem na návštěvní trase je Dóm U Kazatelny a v Bahenním dómu prohlídka končí.
K jeskyni můžeme dojít po modré a zelené turistické značce, které nás zavedou přímo k provozní budově. Značky vedou od autobusové i vlakové zastávky: Lipová lázně – jeskyně.

## Geologie
Jeskyně se nachází v nepříliš velké krasové oblasti vytvořené v masivu krystalických vápenců devonského stáří. Jeskyně jsou puklinové, vznikly díky korozní a erozní činnosti vody, která do jeskyní prosakovala puklinami vzniklými ve vápencích. Pro jeskyně jsou typické dlouhé, úzké a vysoké chodby, které se místy rozšiřují ve větší dómy. Větší domy vznikly, když se překřížily chodby z více směrů a jeskynní stropy se zřítily.
Na území krasu nalezneme jak podzemní tak povrchové krasové jevy, mezi povrchové patří závrty, ponory a vývěry. Jeskyně mají bohatou krápníkovou výzdobu, nalezneme zde stalaktity, stalagnáty, sintrové vodopády, záclonky, jezírka s jeskynními perlami, nátekové formy i drobná brčka.

## Flóra a fauna
Na území krasu v současnosti roste nepůvodní smrkový les. Rostou zde vzácné a ohrožené druhy rostlin, jako například sleziník zelený (Asplenium viride), vstavač mužský (Orchis mascula), hořec brvitý (Gentianopsis ciliata) a vemeník dvoulistý (Platanthera bifolia). Jeskyně slouží jako zimoviště pro letouny, hlavně ohroženého vrápence malého (Rhinolophus hipposideros) a netopýra velkého (Myotis myotis). Při sčítání bylo zjištěno až 600 jedinců v 11 druzích. Zabydlel se zde i pavouk meta temnostní (Meta menardi).